# Kein Science Fiction
Kein Science Fiction oder auch Science Fiction ist ein deutscher Spielfilm von Franz Müller aus dem Jahr 2003 mit Arved Birnbaum, Jan Henrik Stahlberg und Nicole Marischka in den Hauptrollen. Der Film wurde bei der Berlinale 2003 in der Sektion Perspektive Deutsches Kino uraufgeführt.
Die Dialoge in dem Film sind improvisiert, die Geschichte überwiegend gemeinsam mit den Schauspielern entwickelt. Der Film ist gleichzeitig Müllers Abschlussarbeit an der Kunsthochschule für Medien Köln.

## Handlung
Der Motivationstrainer Marius leitet in Köln einen Managementkurs. In der überschaubaren Gruppe befindet sich auch der schüchterne Brandenburger Jörg. Er hofft, mit dem erworbenen Wissen seine schwächelnde Firma retten zu können. Zu den Lerninhalten gehört unter anderem auch ein Bewerbungstraining. Marius will Jörg auf dem Flur des Seminargebäudes zeigen, wie man in einer Bewerbungssituation souverän einen Raum betritt. Als er die Tür zum Seminarraum öffnet, befindet sich dahinter urplötzlich eine andere Teilnehmergruppe, die gerade einen Akt zeichnet.
Marius und Jörg müssen feststellen, dass sie sich in einer Art Parallelwelt befinden. Sie befinden sich nach wie vor in Köln, doch alle Personen, die sie kannten, sind verschwunden. In Jörgs Haus wohnt eine gänzlich andere Familie. Hinzu kommt eine weitere Besonderheit: Marius und Jörg können zwar wie gewohnt mit anderen Personen kommunizieren, doch schließt sich eine Tür hinter den beiden, so kann sich niemand mehr an sie erinnern.
Zunächst versuchen die zwei, das Beste aus der Situation zu machen: Marius nutzt die Lage sogar aus, und kleidet sich und Jörg in einem noblen Bekleidungsgeschäft neu ein. Als sie vorgeben, den Stoff bei Tageslicht betrachten zu wollen, kann sich der Verkäufer nicht mehr an die beiden erinnern und sie verlassen das Geschäft, ohne zu bezahlen. Die beiden quartieren sich in ein Hotel ein und können in ihrer Parallelwelt dort kostenfrei wohnen: Am nächsten Tag weiß niemand, dass sie dort übernachtet haben und sie checken erneut ein. Doch mit der Zeit stellen sie fest, dass das Leben in der Parallelwelt auch erhebliche Nachteile hat. Haben sie eine Frau kennengelernt und geht sie in einer Bar beispielsweise nur einmal kurz auf die Toilette, so erkennt sie die beiden beim Zurückkehren nicht wieder. Gleiches gilt auch für die Rezeptionistin Anja, die in dem Hotel arbeitet, in dem die beiden untergekommen sind. Beide Männer verlieben sich in die junge Frau und lernen sie in den kommenden Tagen immer besser kennen. Dabei nutzen sie die Situation aus, dass Anja am nächsten Tag wieder alles vergessen hat und die beiden jeden Tag wieder neu kennenlernt, wenn sie im Hotel eintreffen. Marius hat bei seinen Annäherungsversuchen auf Grund seiner offenen Art die besseren Chancen, doch auch er scheitert an den Auswirkungen der Parallelwelt.
Eines Tages feiern alle drei ausgelassen in einer Bar. Sie beschließen spontan, ans Meer zu fahren. Marius stellt sein Fahrzeug zur Verfügung und sie verbringen dort eine ausgelassene Nacht. Am nächsten Tag stellen sie fest, dass der „Bann“ gebrochen ist und sich dritte Personen an Jörg und Marius erinnern, auch wenn sich eine Tür hinter sich verschließt. Allerdings muss Jörg auch erkennen, dass sich Anja für Marius entschieden hat. Er entschließt sich daher, in seine Heimat nach Forst in der Lausitz zurückzukehren.

## Hintergrund und Produktion
Der Film wurde vom 19. August bis 18. September 2001 gedreht. Die Dreharbeiten fanden in Köln und am Strand von Westkapelle in den Niederlanden statt. Science Fiction wurde von der Film- und Medienstiftung NRW gefördert und ist zugleich Müllers Diplomarbeit an der Kunsthochschule für Medien Köln.
Müllers Spielfilm kam am 4. März 2004 unter dem Titel Kein Science Fiction in die deutschen Kinos. Vorher lief der Film auf Filmfestivals unter dem Titel Science Fiction. Allerdings soll der Filmproduzent eines gleichnamigen Kinderfilms dem Münchner Verleiher Bernd Brehmer drei Tage vor dem Kinostart einen Titelstreit angedroht und Klageforderungen gestellt haben.

## Kritik
Die Programmzeitschrift TV Spielfilm lobt das „nett-doofe“ und „zynisch-eklige“ Zusammenspiel der Seminarteilnehmer mit ihrem Trainer und sieht in dem Film eine „intelligente Komödie mit Lovestory“. Die Berliner Zeitung sieht hingegen gelegentlich Längen im Film, die jedoch durch die „spürbare Spiellaune der Darsteller aufgefangen“ werden.

## Auszeichnungen
- 2003: Babelsberger Medienpreise - Förderpreis für den besten Absolventenfilm – Spielfilm für Franz Müller
- 2003: FILMZ – Festival des deutschen Kinos - Gewinner des Hilton-Sonderpreises für Franz Müller